# Teatro aristotélico
| William Shakespeare |
| Teatro aristotélico: - El hombre transita sobre el tiempo y lenguaje - La existencia es la base de la condición humana - Cree en la unidad de la personalidad por sobre todo. - Representa al mundo desde el punto de vista de una élite dominante o un modo de vida (burguesía) Teatro dialéctico: - Estudia al hombre en su carácter epocal, lo muestra diferente a otras épocas. - El hecho de la existencia no es condición de autoconocimiento y esto último se logra a través de lo social. - El hombre es una dualidad siempre en conflicto. Un tejido de contradicciones. - Las condiciones materiales, de clase, condicionan el pensamiento. |

El teatro aristotélico es parte de una división (propiciada por Bertolt Brecht) en la historia del teatro en el siglo XX; división en la cual esta clase de teatro se inscribe políticamente como liberal frente a la cultura romántica (en este caso, el teatro dialéctico). Las bases del teatro aristotélico se remontan a la Grecia clásica y su consolidación se da en el Teatro de Shakespeare. Desde ese momento se trata definitivamente de un teatro burgués que da cuenta de sus transformaciones sociales, lógicas relacionales y los alcances interclasistas del modo de vivir burgués cuando no de la élite dominante. Actualmente el teatro aristotélico se conoce simplemente como teatro clásico.

## El teatro aristotélico frente al teatro dialéctico
En el siglo XX, con la experiencia emancipadora del marxismo y la explosión de la cuestión social, el arte tuvo un protagonismo político que ya no se limitó a la ironía o la crítica intelectual sino que derechamente se emplazó a elegir entre la adhesión (praxis) o la no conciencia social por elección u omisión. El teatro político había crecido considerablemente tanto a través del romanticismo (Alemania, por ejemplo) o el realismo (Rusia) pero aún no encontraba su maduración. Esta llega con la obra de Bertolt Brecht, quien no sólo redacta junto a Piscator las bases del teatro político (épico o dialéctico) sino que divide al teatro entre uno de énfasis social y un teatro puente entre la cultura clásica (Roma, Grecia) y la moderna (la herencia cultural de las revoluciones burguesas) que llamó teatro aristotélico.
A fines del siglo XIX y sobre todo a principios del siglo XX el arte y sociedad ya no podían seguir desentendiéndose por el efecto de politización conflictiva que devenía de la misma lucha de clases. Karl Marx concientizó a la clase obrera y le mostró sus derechos y poder convirtiéndose en el working class hero por excelencia en la historia universal. Esto le ha valido- hasta el día de hoy- el miedo y el odio de la cultura liberal hacia su nombre. Una obra como El Capital pesaba casi tanto como La Biblia y sus manuscritos eran conocidos progresivamente más allá de las fronteras de la Europa nórdica. El teatro no escapó de tal influjo. Así el teatro dialéctico tomó la sentencia marxista de “no se trata de explicar al mundo, se trata de transformarlo” y la hizo su bandera. Pero ¿Qué pasaba con el teatro aristotélico?
El drama aristotélico ya descendía de las fastuosas cortes y los castillos desvencijados y se posó sobre el marco histórico que no podía sino contener a las clases plebeyas. También el teatro se comienza a tecnificar (preocupación por la utilería, retornos, etc) lo que permitía una mejor puesta en escena y una mayor calidad en la representación. 
La profesionalización (aparición del teatro universitario) también ayuda técnicamente a una representación de mayor calidad. 

A la par de la tecnificación y superación de la puesta en escena tradicional del teatro, se renuevan los votos de un teatro de élite (teatro burgués) donde iban a parar los actores mejor dotados de su generación, los que el público burgués consideraba interesantes. Se trataba entonces de un teatro que funcionaba como un espejo social; donde una clase dominante irradiaba su manifestación cultural a las clases ascendentes y a sí misma.

## Segunda mitad y fines delsigloXX
La crisis moral que comenzaba a enfrentar la sociedad moderna en los años 60 (cuestionamiento al rol de las instituciones sociales y la explosión del existencialismo) no escapó al teatro aristotélico que manifestó un grado de crítica mayor, incluso en el teatro norteamericano. Se trataba del sui-generis de la crítica a la masa media y al malestar del hombre frente a la vorágine del mercado. Autores fundamentales en esta etapa son Tennessee Williams, Arthur Miller por una pauta más realista y Eugene Ionesco, Jean Genet y Samuel Beckett quienes hablarán de la burguesía y su ethos desde el delirio.
El teatro aristotélico encontró en ese período de crítica su nivel más profundo quizá desde Shakespeare, pero junto a la llegada del neoliberalismo en los 80's deja de impactar en creatividad y se remite al trabajo grupal (debido a las exigencias del mercado y el bajo aporte estatal a la cultura). Se anexa a un teatro comercial y a la representación de clásicos produciendo conexiones técnicas y estilísticas de resultados provocativos y bien logrados. El objetivo de este nuevo teatro aristotélico, sin embargo, sigue siendo reflejar a la cultura dominante burguesa, esta vez con un énfasis pulsional en la idea de mercado y transformación social y técnica.